# 拜恩特
拜恩特是德国巴登-符腾堡州的一个市镇。总面积23.07平方公里，总人口4926人，其中男性2440人，女性2486人（2011年12月31日），人口密度214人/平方公里。